# Encephalartos lanatus
Encephalartos lanatus es una especie de Cycadopsida del género Encephalartos, de la familia Zamiaceae, del orden Cycadales.

## Distribución
Encephalartos lanatus se distribuye por Sudáfrica (Gauteng, Mpumalanga).

## Taxonomía
Fue descrita científicamente por Stapf & Burtt Davy. Fue publicado por primera vez en Stapf & Burtt Davy. In: Man. Pl. Transvaal 1: 40, 99, fig. 4d. (1926).